# Каратау (възвишение)
Каратау (на казахски: Каратау; на руски: Каратау) е дълго и тясно възвишение в западната част на Казахстан (Мангистауска област). Разположено е в централната част на полуостров Мангишлак и се простира от запад на изток на протежение от 130 km и ширина до 10 km. От понижение в централната му част, в района на селището Шетпе се дели на две обособени части: Западна по-ниска и Източна по-висока – връх Бесшоки 556 m, (44°05′12″ с. ш. 52°30′09″ и. д. / 44.086667° с. ш. 52.5025° и. д.),. Цялото възвишение е дълбоко разчленено от сухи оврази. Изградено е от пясъчници, варовици, мергели, глини и пясъци. Покрито е с пелиново-солянкова растителност с редки полупустинни храсти. През пролетта долините и овразите се използват за пасища. В района на възвишението се експлоатират находища на железни и медни руди и въглища.